# Casteleiro
Casteleiro es una freguesia portuguesa del concelho de Sabugal, con 43,73 km² de superficie y 512 habitantes (2001). Su densidad de población es de 11,7 hab/km².